# Dardenac
Dardenac és un municipi francès, situat al departament de la Gironda i a la regió de la Nova Aquitània.

## Demografia
| 1962                                       | 1968 | 1975 | 1982 | 1990 | 1999 | 2007 |
| ------------------------------------------ | ---- | ---- | ---- | ---- | ---- | ---- |
| 58                                         | 61   | 57   | 67   | 60   | 59   | 90   |
| Des de 1962: població sense dobles comptes |      |      |      |      |      |      |

## Administració
| Període   | Identitat       | Partit |
| --------- | --------------- | ------ |
| 2001-2008 | Jean-Abel Dupuy |        |
| 2008-     | Ludovic Bastie  |        |